# Rajaluoto (ö och gränsmärke mellan Padasjoki och Kuhmois)
Rajaluoto är en ö i Finland. Den ligger i sjön Päijänne och på gränsen mellan kommunerna Kuhmois och Padasjoki och landskapen Mellersta Finland och Päijänne-Tavastland, i den södra delen av landet, 150 km norr om huvudstaden Helsingfors. Öns area är omkring 940 kvadratmeter och dess största längd är 50 meter i sydöst-nordvästlig riktning.  Att den är en gränsmarkering framgår av att gränsen böjer av något just över denna lilla ö.